# Gazankulu
Gazankulu era un dels antics bantustans en què es dividia l'antiga Sud-àfrica. Tenia una extensió de 6.565 km²	i una població de 497.000 habitants. La capital era Giyani i la major part de la població pertanyia a la fracció shangaan del poble tsonga.
El bantustan, que formava part del territori de Transvaal, fou projectat el 1959, com la resta de bantustans, però fins al 1971 no va rebre cap autogovern. La forta pressió internacional va impedir que li concedissin la independència. El primer ministre fou Hudson William Edison Ntsanwisi, del Ximoko Progressive Party. El 1994 fou integrat en la Província de Limpopo.